# Гимнесийские острова

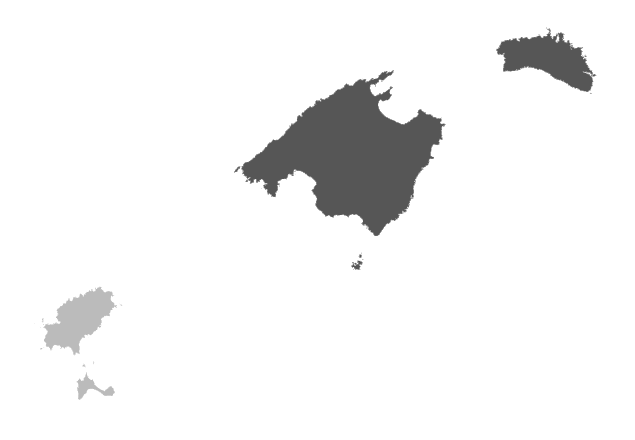
Гимнесийские острова (тёмно-серые).

Гимнесийские острова, кат. Illes Gimnèsies, исп. Islas Gimnesias) — собирательное название для двух крупнейших из Балеарских островов, Мальорки и Менорки, отличающее их от Питиузских островов, Ивисы и Форментеры.
Название происходит от греческого слова γυμνήτες (gymnetes), что означает «голый». Древние греки вербовали местных обитателей — представителей талайотской культуры — в качестве пращников (знаменитые балеарские пращники); разумеется, это не означало, что они воевали обнажёнными, однако они были существенно легче вооружены и оснащены по сравнению с гоплитами. Финикийцы научили местных жителей носить туники.
Позднее финикийцы стали называть эти два острова Baliarides. При римлянах название Балеарские острова распространилось на весь архипелаг.